# Tem
Tem királyné volt az ókori egyiptomi XI. dinasztia idején, II. Montuhotep fáraó felesége, III. Montuhotep anyja. Dejr el-Bahariban temették el, férje halotti komplexumában.
Férjét túlélte, fia uralkodása alatt temették el. Valószínűleg nem volt királyi származású, mivel sírjában nincs erre utaló jel. Nevét szarkofágján kívül csak egy áldozati asztal említi. Címei a szarkofágon és az asztalon: A király szeretett felesége (ḥmt-nỉswt mrỉỉ.t=f), A király anyja (mwt-nỉswt), Felső- és Alsó-Egyiptom királyának anyja (mwt-nỉswt-bỉt), A jogar úrnője (wr.t-ḥt=s).
A sírt 1859-ben fedezték fel.